# 阿里山通泉草
阿里山通泉草（学名：Mazus delavayi）为玄參科通泉草屬下的一个种。

## 扩展阅读
- 維基物種上的相關：阿里山通泉草